# Алёшинка (приток Сетуни)
Алёшинка — река в районе Ново-Переделкино и поселении Внуковское города Москвы, левый приток Сетуни.

## История
Название реки происходит от слова «ольха» и родственно гидронимам типа Алешня, Алёшин ручей, Олешенка, Ольховка. Написание корня через «а» связывается с московским «акающим» говором. Заросли ольхи встречаются в долине реки и поныне. На берегу реки располагались сёла Федосьино и Лукино, вошедшие в состав Москвы. В 1970-е годы в верховьях реки устроен крупный пруд, названный позднее Мичуринским.

## Современное описание
Постоянное течение реки начинается от Мичуринского пруда. Она течёт на северо-восток параллельно Киевскому направлению МЖД мимо строящегося микрорайона Переделкино Ближнее (поселение Внуковское), 14-го микрорайона Солнцева (район Новопеределкино) и сохранившейся части села Лукино. Впадает в реку Сетунь в 100 метрах выше железнодорожных мостов через неё, у поворота Лукинской улицы, поблизости от западной окраины посёлка Чоботы. Приток справа — Федосьинский ручей, слева — безымянный ручей из Писательского Городка, который пересекает Киевское направление по пешеходному проходу. Река относительно мало загрязнена и маловодна (по состоянию на конец 2000-х гг. в неё почти не попадают городские стоки).

## Зоны отдыха
Зона отдыха около реки, пролегающая на территории района Ново-Переделкино, благоустроена. В 2018 году здесь был разбит парк для прогулок и отдыха: пешеходные дорожки и деревянный променад на сваях, скамейки и беседки. Ближе к жилым домам построены детские площадки, а также сцена для мероприятий и зрительский амфитеатр. Площадь парка составляет 10,5 га.